# Eleventh Night
L'Eleventh Night (Onzena Nit) o Bonfire Night (Nit de les fogueres) fa referència, a Irlanda del Nord, a la nit anterior al 12 de juliol, quan se celebra el Gloriós Dotzè, una celebració anual protestant de l'Ulster que commemora la victòria del rei protestant Guillem d’Orange contra el catòlic Jaume II, a la batalla del Boyne, l'any 1690, que va iniciar l'ascendència protestant a Irlanda. Aquesta nit, s'encenen grans fogueres en molts barris protestants lleialistes, sovint acompanyades de festes al carrer on participen bandes de música. Les fogueres es construeixen majoritàriament amb palets de fusta i pneumàtics, i s'hi cremen banderes tricolors irlandeses així com diversos símbols del republicanisme irlandès i el catolicisme. L'esdeveniment ha estat sovint condemnat per mostres d'odi sectari o ètnic, comportament antisocial i pels danys i la contaminació causats per les fogueres.